# 心中天網島

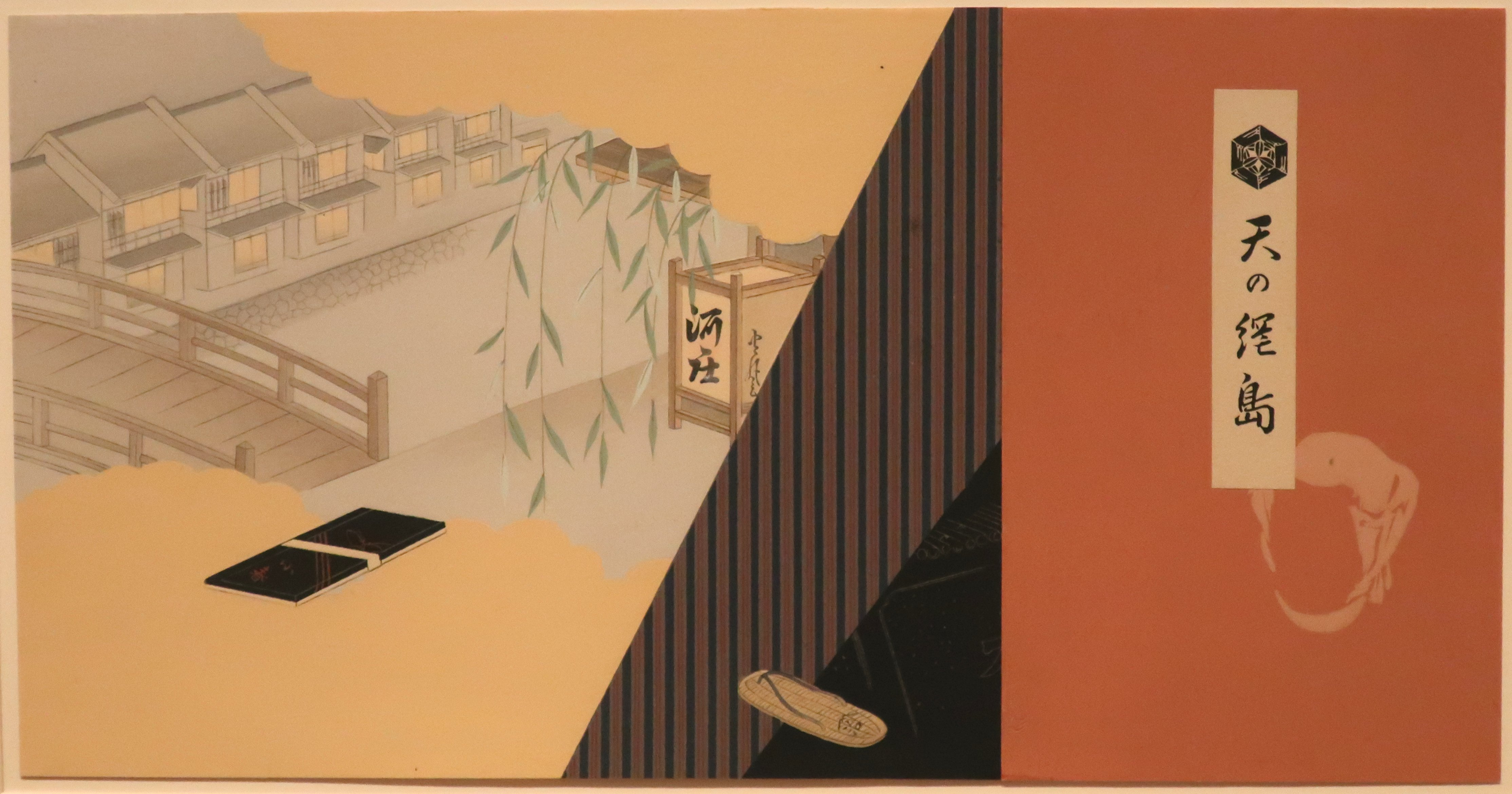
児嶋玉鳳画「天の網島」。1934年頃

『心中天網島』（しんじゅう てんの あみじま）は、近松門左衛門作の人形浄瑠璃。1720年（享保5年）12月6日、大坂竹本座で初演。全三段の世話物。
1720年（享保5年）10月14日夜に、網島の大長寺で、大阪天満お前町の小売紙商紙屋治兵衛と、曾根崎新地紀伊の国屋の妓婦小春とが、情死を遂げた心中事件を脚色。愛と義理がもたらす束縛が描かれており、近松の世話物の中でも、特に傑作と高く評価されている。また、「道行名残の橋づくし」は名文として知られる。後に歌舞伎化され、今日ではその中から見どころを再編した『河庄』（かわしょう）と『時雨の炬燵』（しぐれの こたつ）が主に上演されている。
「天網島」とは、「天網恢々、疎にして洩らさず（てんもうかいかい、そにしてもらさず）」（中国、老子では「天網恢々、疎にして失わず」（天が悪人を捕まえるために張り巡らした網は、目が粗いが、悪人を取り逃がさない）という諺と、心中の場所である網島とを結びつけた語。近松は住吉の料亭でこの知らせを受け、早駕に乗り大坂への帰途で、「走り書、謡の本は近衛流、野郎帽子は紫の」という書き出しを思いついたという。

## 登場人物
紙屋治兵衛
おさんという妻がいながら、遊女小春に恋する。一旦別れたものの忘れることが出来ない。
おさん
治兵衛の妻。小春との浮名を流す治兵衛を、情けなく思いながらも甲斐甲斐しく夫を支える良き妻。
小春
曽根崎新地の紀伊国屋の遊女。おさんの心根を思い、治兵衛から身を引こうとする。もとは島之内の風呂屋女（風呂屋の2階で春を売る女性）だった。
粉屋孫右衛門
治兵衛の兄。おさんの苦悩を見かねて、治兵衛と小春とを別れさせようとする。
太兵衛
治兵衛と張り合っている男。
お庄
曽根崎の店「河庄」の女将。

## あらすじ
紙屋の治兵衛は、2人の子供と女房がありながら、曽根崎新地の遊女・紀伊国屋小春のおよそ3年にわたる馴染み客になっていた。小春と治兵衛の仲はもう誰にも止められぬほど深いものになっており、見かねた店の者が2人の仲を裂こうとあれこれ画策する。離れ離れになるのを悲しむ小春と治兵衛は、二度と会えなくなるようならその時は共に死のうと、心中の誓いを交わした。
ある日小春は、侍の客と新地の河庄にいた。話をしようにも物騒なことばかりを口にする小春を怪しみ、侍は小春に訳を尋ねる。小春は「馴染み客の治兵衛と心中する約束をしているのだが、本当は死にたくない。だから自分の元に通い続けて治兵衛を諦めさせて欲しい。」と頼む。開け放しておいた窓を閉めようと小春が立った時、突如格子の隙間から脇差が差し込まれた。それは小春と心中するために脇差を携え、店の人々の監視を掻い潜りながらこっそり河庄に来た治兵衛だった。窓明かりから小春を認めた治兵衛は、窓の側で話の一部始終を立ち聞きしていたのだ。侍は治兵衛の無礼を戒めるため、治兵衛の手首を格子に括り付けてしまう。すると間が悪いことに、治兵衛の恋敵である伊丹の太兵衛が河庄に来てしまう。治兵衛と小春を争う太兵衛は、治兵衛の不様な姿を嘲笑する。すると治兵衛を格子に括った侍が、今度は間に入って治兵衛を庇い、太兵衛を追い払った。実は武士の客だと思ったのは、侍に扮した兄の粉屋孫右衛門だった。商売にまで支障を来たすほど小春に入れ揚げている治兵衛に堪忍袋の緒が切れ、曽根崎通いをやめさせようと小春に会いに来たのだった。話を知った治兵衛は怒り、きっぱり小春と別れることを決めて小春から起請を取り戻した。しかしその中には治兵衛の妻・おさんの手紙も入っており、真相を悟った孫右衛門は密かに小春の義理堅さを有難く思うのだった。
それから10日後、きびきびと働くおさんをよそに、治兵衛はどうにも仕事に精が出ず、炬燵に寝転がってばかりいた。その時、治兵衛の叔母と孫右衛門が小春の身請けの噂を聞いて、治兵衛に尋問しに紙屋へやって来た。ここ10日、治兵衛はどこにも行っていない、身請けしたのは恋敵の太兵衛だという治兵衛とおさんの言葉を信じ、叔母は治兵衛に念のため、と熊野権現の烏が刷り込まれた起請文を書かせると安心して帰っていった。しかし叔母と孫右衛門が帰った後、治兵衛は炬燵に潜って泣き伏してしまう。心の奥ではまだ小春を思い切れずにいたのだ。
そんな夫の不甲斐無さを悲しむおさんだが、「もし他の客に落籍されるようなことがあればきっぱり己の命を絶つ」という小春の言葉を治兵衛から聞いたおさんは、彼女との義理を考えて太兵衛に先んじた身請けを治兵衛に勧める。商売用の銀400匁と、子供や自分のありったけの着物を質に入れ、小春の支度金を準備しようとするおさん。しかし運悪くおさんの父・五左衛門が店に来てしまう。日頃から治兵衛の責任感の無さを知っていた五左衛門は、直筆の起請があってもなお治兵衛を疑い、おさんを心配して紙屋に来たのだ。当然父として憤った五左衛門は、無理やり嫌がるおさんを引っ張って連れ帰り、親の権利で治兵衛と離縁させた。おさんの折角の犠牲も全て台無しになってしまったのだった。
望みを失った治兵衛は、虚ろな心のままに新地へ赴く。小春に会いに来たのだ。別れたはずなのにと訝しがる小春に訳を話し、もう何にも縛られぬ世界へ2人で行こうと、治兵衛は再び小春と心中することを約束した。
小春とあらかじめ示し合わせておいた治兵衛は、蜆川から多くの橋を渡って網島の大長寺に向かう。そして10月14日の夜明け頃、2人は俗世との縁を絶つために髪を切った後、治兵衛は小春の喉首を刺し、自らはおさんへの義理立てのため、首を吊って心中した。

## 解説
初演以降は上演が途絶えていたようで、1778年（安永7年）に近松半二が改作した浄瑠璃『心中紙屋治兵衛』と、さらにその改作である『天網島時雨炬燵』により、よく上演されるようになった。
現行歌舞伎の『河庄』（紙治）と『時雨の炬燵』（治兵衛内）は半二の改作をもとに歌舞伎化したものである。特に『時雨の炬燵』のおさんの恨み節は名台詞として有名である（なお、当代の坂田藤十郎は原作通りの上演も行っている）。

### 河庄
『河庄』は初代中村鴈治郎の当り役であった。初代實川延若と中村宗十郎の演じた治兵衛を自分なりに工夫して作り上げたものである。頬かむりをしての花道の出は絶品とされ、岸本水府は「頬かむりの中に日本一の顔」という有名な句に残している。和事のエッセンスが凝縮しており、二代目鴈治郎、当代藤十郎へと伝えられ、大阪の成駒屋のお家芸（玩辞楼十二曲）の一つとなっている。
『河庄』における初代鴈治郎の素晴らしさは、大阪はもちろん東京の好劇家をも魅了した。1905年（明治38年）歌舞伎座の上演ではあまりの評判に2日日延べをしたほどであった。
新派の花柳章太郎は治兵衛を演じようと独自の工夫を考えたが、「あの花道の出だけはどうしても鴈治郎から離れられない」と脱帽し、六代目尾上菊五郎は、荒事風に足を割って足をにじらせる演技を見て「あのギバの足の運びは真似できねえ」と歎息した。
『河庄』には孫右衛門とお庄という脇役が大きな役割を占めている。孫右衛門は町人であるが侍に変装している。その不自然さと滋味に富む演技が求められ、戸板康二は「じっと脇役としての自分をおさえつつ、主役の治兵衛を思うままに働かせるのである。これは、実力のよほど要ることなのである。」とその難しさを評している。
初代鴈治郎には二代目中村梅玉や七代目市川中車が、二代目鴈治郎には十三代目片岡仁左衛門、八代目坂東三津五郎 、現藤十郎には十七代目市村羽左衛門、十二代目市川團十郎など腕達者な役者がつきあった。お庄は「封印切」のおえんとともに歌舞伎の代表的な花街の女将（花車方という役柄）である。情けがあり色気の漂う雰囲気が求められる。近年では十三代目片岡我童（十四代目片岡仁左衛門）が得意としていた。

### 時雨の炬燵
『時雨の炬燵』は実川延若家のお家芸とされ、鴈治郎系の『河庄』よりも和事の色が濃い。二代目実川延若が得意とし「河内屋（延若のこと）はここで、ふっと瞳を宙に遊ばせ、過ぎた日を懐かしむような表情をみせておられました。ちょっとしたことなのですが、妻子がありながら茶屋遊びにうつつをぬかしている中年男の色気がこぼれるようで、実に風情がありました。……（治兵衛のセリフ回しについて）技巧のいるところで、河内屋はうまかった。どこが良かったというと台詞の緩急です。」と自身も得意とした十三代目仁左衛門が述べている。
現行の歌舞伎の演出では、五左衛門とおさんが去った後、小春が治兵衛宅を訪れ、丁稚三五郎が祝言の用意をする。尼となった娘の服から五左衛門の手紙が見つかり、小春の身請けの金子を用意し、おさんと娘を尼寺にやり小春と添い遂げさせようとする真意が分かる。その後、小春を強奪に来た太兵衛善六が相討ちとなる件ののち、二人は水盃をあげて心中に向かう。初代鴈治郎は「おさんが尼になったいのう」と言って大声で泣き落すやりかたをとっていた。
後半部、離縁を決意した五左衛門がおさんを無理やり実家に連れ帰る騒ぎで、炬燵で寝ていた幼子の勘太郎が「母様いのう」と起きる場面があるが、勘太郎は最初とこの場面とこの場面しか出番はなく、ずっと炬燵で寝ている設定になっているため、子役が寝てしまって起きてこないことがあり関係者をよく困らせる。

## 映画化
1969年（昭和44年）にATG・表現社製作、篠田正浩監督脚本、富岡多恵子、武満徹共同脚本により映画化された。治兵衛には二代目中村吉右衛門、小春・おさん二役に岩下志麻を起用し、通常の劇映画と異なる実験的な演出で、人形浄瑠璃や歌舞伎の雰囲気を色濃く漂わせる作風となっており、その年度のキネマ旬報邦画ベストワンを獲得した。

## 漫画化
- 里中満智子 マンガ日本の古典27『心中天網島』（中央公論新社）